# Брейди, Элис
Элис Брейди (англ. Alice Brady, 2 ноября 1892 — 28 октября 1939) — американская актриса, которая начала свою карьеру ещё в немом кино, а позже продолжила и в звуковом. Лауреат премии «Оскар» в 1938 году.

## Биография
Мэри Роуз Брейди родилась в Нью-Йорке. Она с самого детства интересовалась актёрским искусством и благодаря своему отцу, Уилльяму Брэйди, который был театральным продюсером, в 1911 году, в возрасте 18 лет, стала получать уже первые роли на Бродвее.
В 1913 году её отец занялся продюсированием фильмов и вскоре Брейди получила свою первую роль в немом кино и за последующие 10 лет снялась в 53 фильмах, производство которых было в то время сконцентрировано в Нью-Йорке. В 1923 году она оставила съёмки в кино на 10 лет. В 1933 году она подписала контракт с «MGM» и переехала в Голливуд, где снялась в первом своём звуковом фильме «Когда дамы встречаются». В последующие 7 лет, вплоть до своей смерти, она продолжала сниматься в кино, появившись за это время в 25 картинах. В 1938 году она была выдвинута на «Оскар» в номинации «лучшая актриса второго плана» за фильм «Мой слуга Годфри», а годом позже удостоилась этой премии за роль миссис Молли О’Лири в фильме «В старом Чикаго». На торжественном обеде, устроенном по случаю вручения премии «Оскар», выигранная Брейди пластинка была похищена. Грабителя так и не удалось выследить, и актриса покинула церемонию, прежде чем ей решили вручить копию.
С 1919 по 1922 годы Брейди была замужем за актёром Джеймсом Крейном, брак с которым закончился разводом.
Элис Брейди умерла от рака 28 октября 1939 года, не дожив пять дней до своего 47-го дня рождения. Она похоронена на кладбище Сонная Лощина в Слипи-Холлоу, штат Нью-Йорк.

## Избранная фильмография
| Год  |   | Русское название          | Оригинальное название      | Роль                |
| ---- | - | ------------------------- | -------------------------- | ------------------- |
| 1917 | ф | Тёмная Россия             | Darkest Russia             | Илда Бароски        |
| 1933 | ф | Когда встречаются леди    | When Ladies Meet           | Бриджит Дрэйк       |
| 1934 | ф | Весёлая разведённая       | The Gay Divorcee           | Хортенс Дитеруэлл   |
| 1935 | ф | Золотоискатели 1935-го    | Gold Diggers of 1935       | Матильда Прэнтисс   |
| 1935 | ф | Метрополитен              | Metropolitan               | Гита Галин          |
| 1936 | ф | Мой слуга Годфри          | My Man Godfrey             | Анджелика Баллок    |
| 1936 | ф | Три милые девушки         | Three Smart Girls          | миссис Лайонс       |
| 1937 | ф | Сто мужчин и одна девушка | One Hundred Men and a Girl | Миссис Фрост        |
| 1937 | ф | В старом Чикаго           | In Old Chicago             | Миссис Молли О’Лири |
| 1938 | ф | Наслаждайтесь жизнью      | Joy of Living              | Минерва Гаррет      |
| 1938 | ф | Прощай, Бродвей           | Goodbye Broadway           | Молли Мэллой        |
| 1939 | ф | Молодой мистер Линкольн   | Young Mr. Lincoln          | Эбигэйл Клэй        |

## Награды и номинации
- 1937 — Премия «Оскар» за лучшую женскую роль второго плана («Мой слуга Годфри»)
- 1938 — Премия «Оскар» за лучшую женскую роль второго плана («В старом Чикаго») (номинация)